# 東京都道7号杉並あきる野線

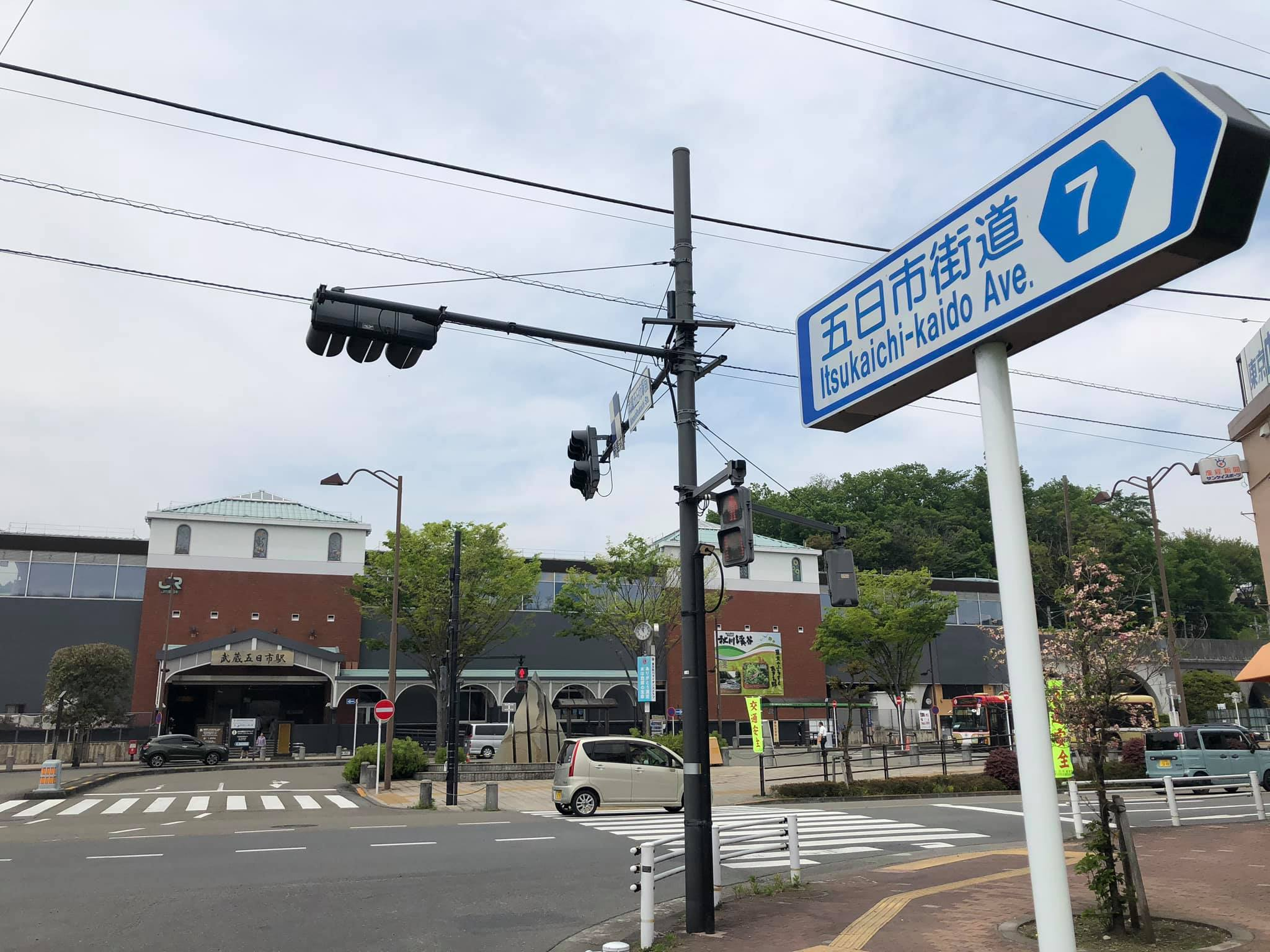
終点、武蔵五日市駅前交差点

東京都道7号杉並あきる野線（とうきょうとどう7ごう すぎなみあきるのせん）は、東京都杉並区からあきる野市に至る都道（主要地方道）。一般に「五日市街道」と呼ばれる。支線として「井ノ頭通り」や「伏見通り」、「睦橋通り」と呼ばれる区間がある。都道の中で総延長距離は最長である。

## 路線データ
- 起点：東京都杉並区梅里一丁目（五日市街道入口交差点＝東京都道・埼玉県道4号東京所沢線、東京都道5号新宿青梅線（青梅街道）、東京都道318号環状七号線〈支線〉交点）
- 終点：東京都あきる野市五日市（武蔵五日市駅前交差点＝東京都道31号青梅あきる野線〈秋川街道〉、山梨県道・東京都道33号上野原あきる野線〈秋川街道〉交点）
- 路線延長：59,231 m（実延長、2013年4月1日現在）[1]

## 路線状況

### 支線
井の頭通り
- 東京都杉並区＝環八井の頭交差点（環八通り交点） - 東京都武蔵野市関前五丁目＝関前五丁目交差点（本線=五日市街道交点）

五日市街道（青梅街道との短絡接続線）
- 東京都西東京市東伏見＝東伏見四丁目交差点（青梅街道交点） - 東京都武蔵野市関前四丁目＝武蔵野大学前交差点（本線=五日市街道交点）

新武蔵境通り（調布保谷線）
- 東京都武蔵野市関前二丁目＝関前一丁目交差点（井ノ頭通り交点） - 武蔵野市関前三丁目＝関前三丁目交差点（本線=五日市街道交点）

伏見通り（調布保谷線）
- 東京都西東京市東伏見＝東伏見交差点（青梅街道交点）- 東京都武蔵野市八幡町＝関前橋交差点（青梅街道短絡接続線交点）

睦橋通り（福生3・4・3号の2新五日市街道線・秋多3・3・3号新五日市街道線）
- 東京都福生市熊川＝武蔵野橋南交差点（国道16号交点） - 東京都あきる野市渕上＝渕上交差点（本線=五日市街道交点）

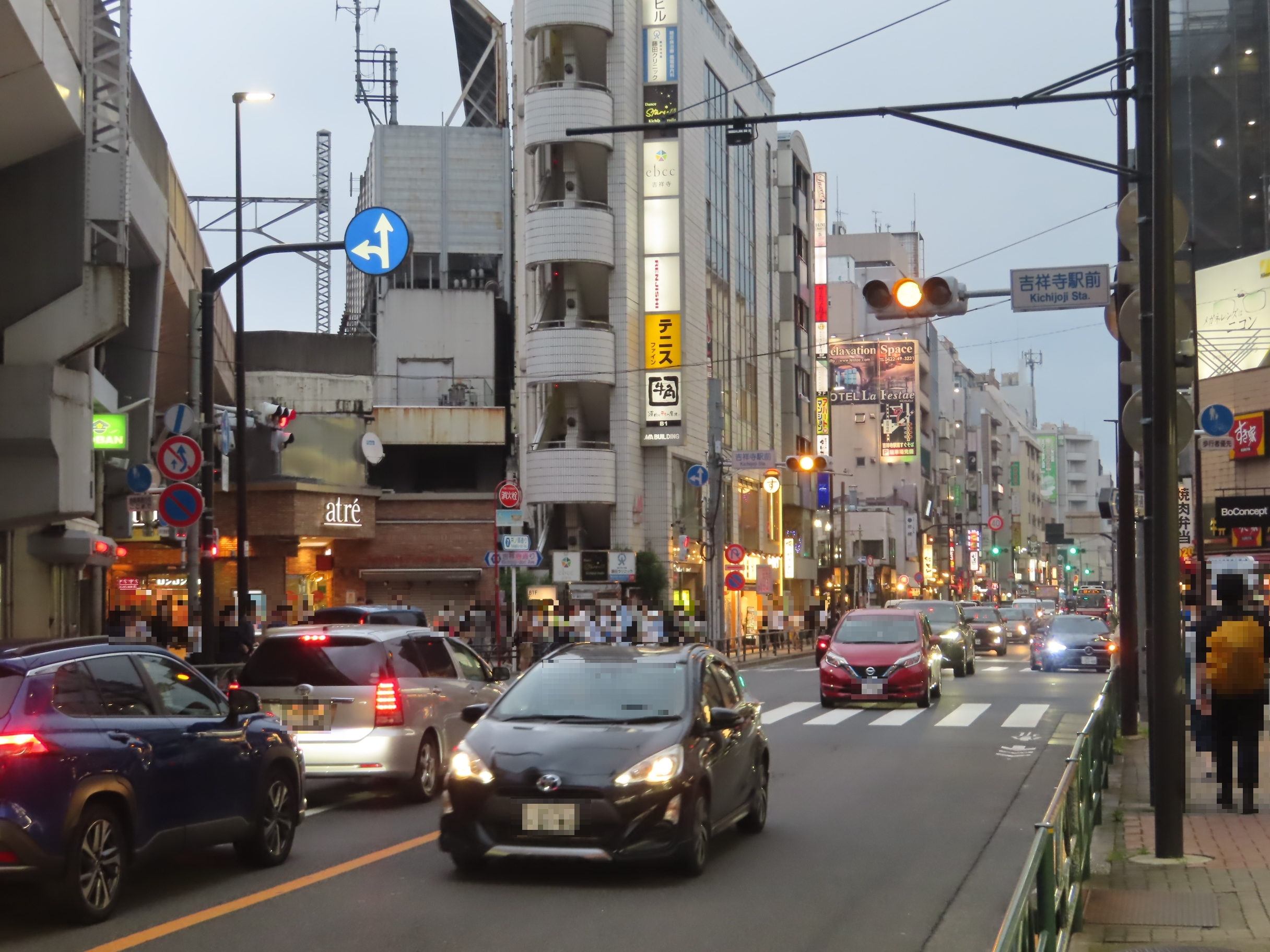
井の頭通り。吉祥寺駅前交差点。
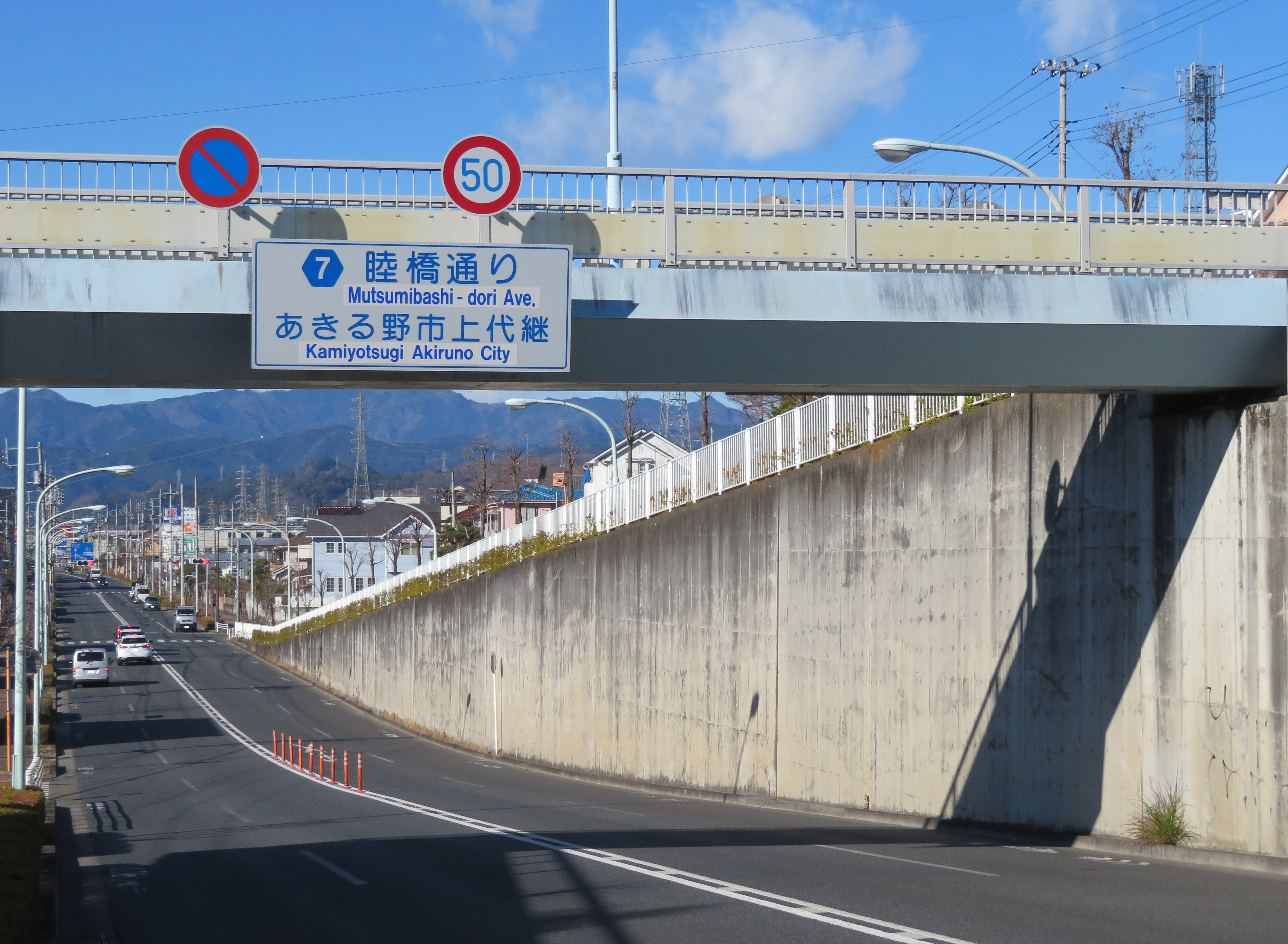
睦橋通り あきる野市上代継付近

### 重複区間
五日市街道
- 国道16号（東京都福生市熊川 - 福生市福生二宮）武蔵野橋北交差点 - 第五ゲート前交差点
- 東京都道166号瑞穂あきる野八王子線（東京都福生市北田園 - あきる野市二宮）

睦橋通り
- 国道16号（東京都福生市熊川）武蔵野橋北交差点 - 武蔵野橋南交差点
- 東京都道176号楢原あきる野線（東京都あきる野市雨間 - あきる野市野辺）雨間交差点 - 日室塚三叉路

### 橋梁
五日市街道
- 尾崎橋（善福寺川、東京都杉並区）
- 喜平橋（玉川上水、東京都小平市）
- 残堀橋（残堀川、東京都立川市）
- 天王橋（玉川上水、東京都立川市）
- 牛浜橋（玉川上水、東京都福生市）
- 多摩橋（多摩川、東京都福生市・あきる野市）
- 多西橋（平井川、東京都あきる野市）
- 新秋川橋（秋川、東京都あきる野市）
- 五日市橋（秋川、東京都あきる野市）

睦橋通り
- 睦橋（多摩川、東京都福生市・あきる野市）

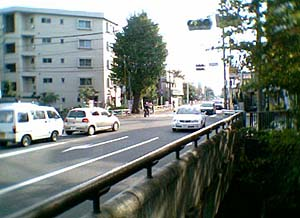
喜平橋 杉並方面から玉川上水の北に沿って来た五日市街道は、ここでクランク状に折れ曲がって玉川上水を渡り、今度はその南に沿ってあきる野方面へ向かう。画面左で自動車2台が停止しているのがあきる野方面へ向かう右折レーン。
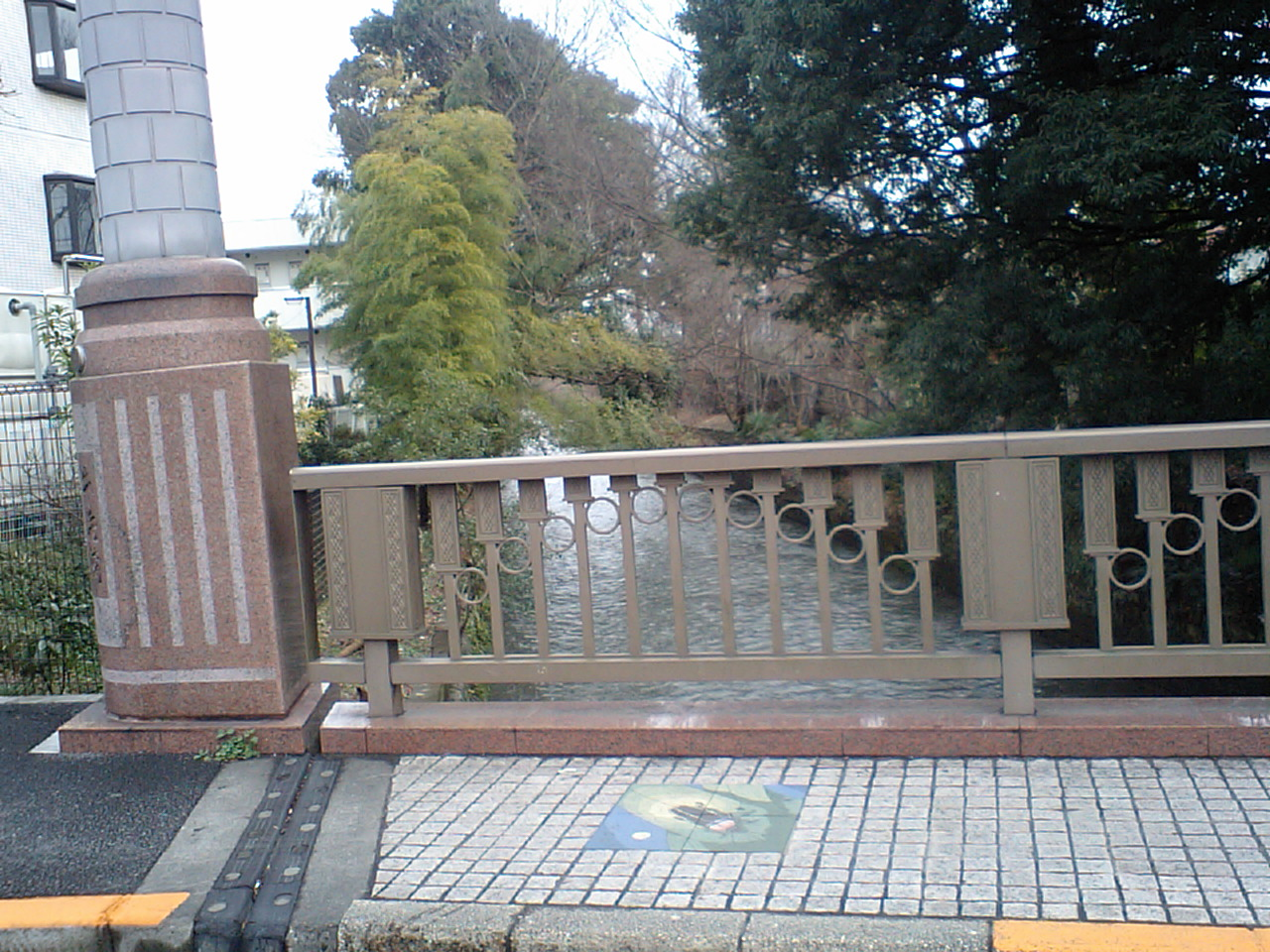
五日市街道 牛浜橋から見た玉川上水
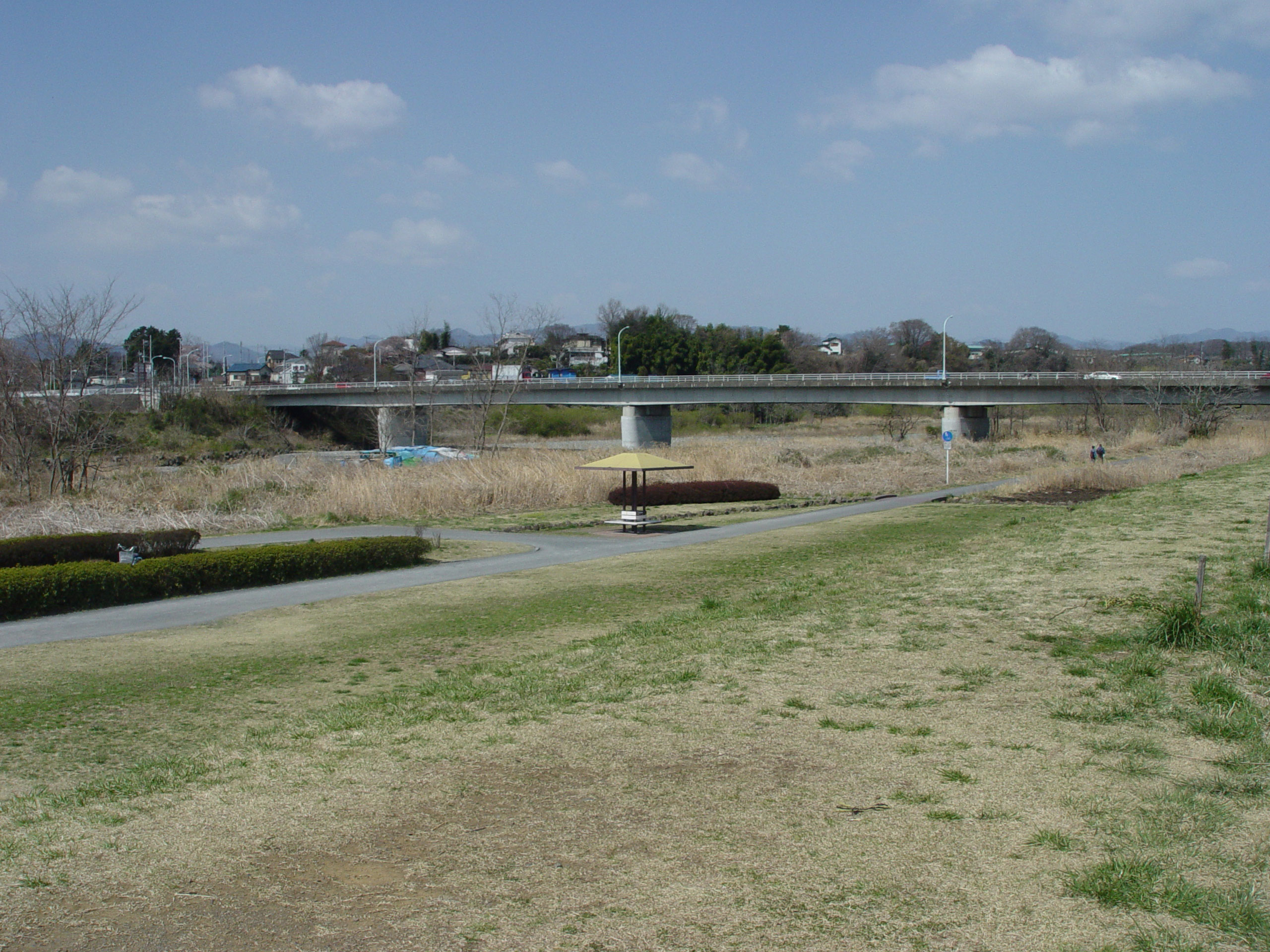
多摩橋 五日市街道（多摩川、福生市・あきる野市）
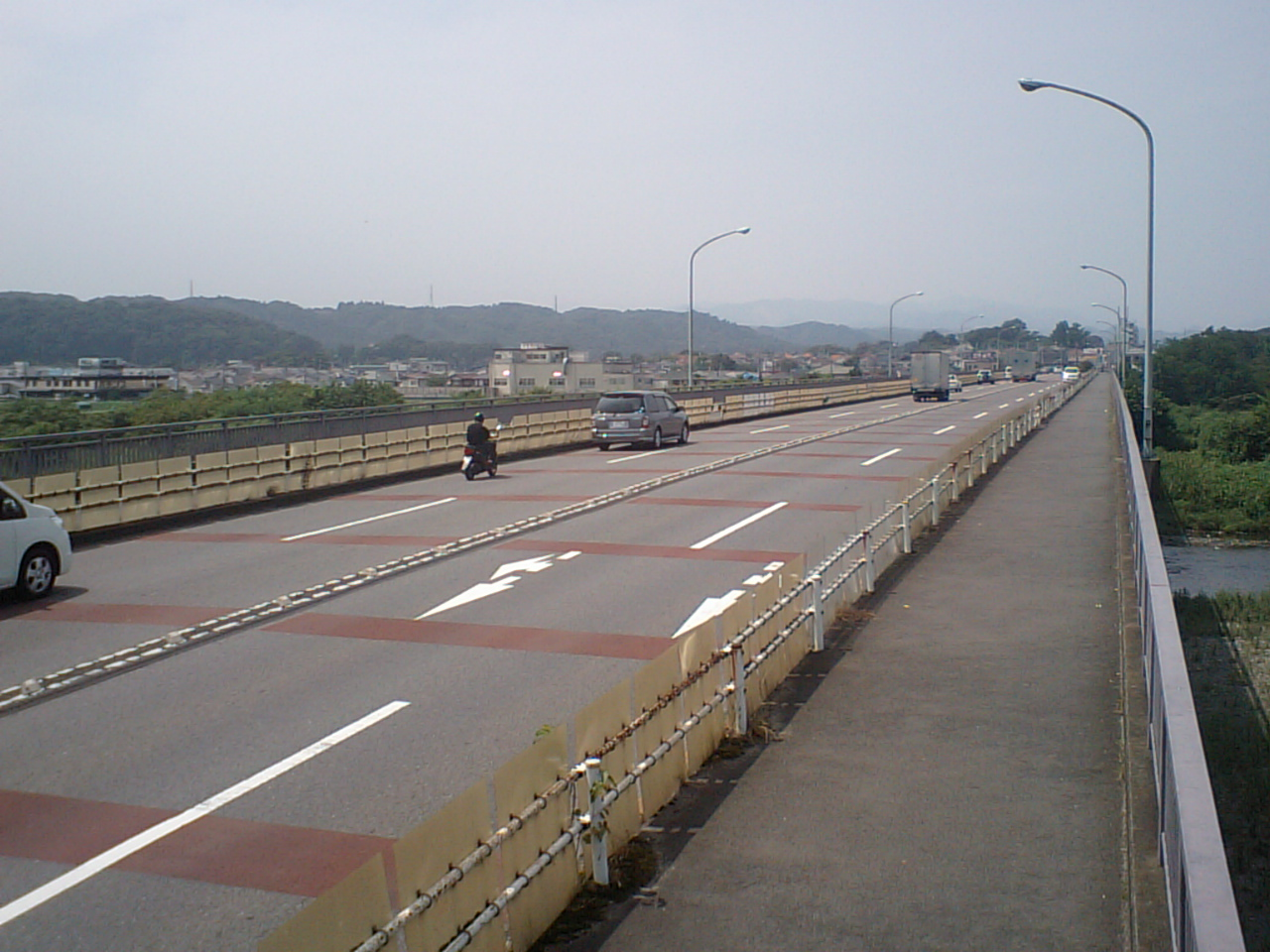
睦橋 睦橋通り（多摩川、福生市・あきる野市）

## 地理

### 通過する自治体
- 東京都
  - 杉並区
  - 武蔵野市
  - 西東京市
  - 小金井市
  - 小平市
  - 国分寺市
  - 立川市
  - 福生市
  - あきる野市

### 交差する道路
五日市街道
- 東京都道4号東京所沢線（青梅街道、東京都杉並区） - 五日市街道入口交差点
- 東京都道5号新宿青梅線（青梅街道、東京都杉並区） - 五日市街道入口交差点
- 東京都道318号環状七号線（環状七号線支線）（東京都杉並区） - 五日市街道入口交差点
- 東京都道427号瀬田貫井線（中杉通り、東京都杉並区）
- 東京都道311号環状八号線（環八通り、東京都杉並区） - 環八五日市交差点
- 東京都道113号杉並武蔵野線（吉祥寺通り、東京都武蔵野市） - 八幡宮前交差点
- 東京都道114号武蔵野狛江線（吉祥寺通り、東京都武蔵野市） - 八幡宮前交差点
- 東京都道121号武蔵野調布線（三鷹通り、東京都武蔵野市） - 武蔵野中央交差点
- 東京都道7号杉並あきる野線（支線=新武蔵境通り、東京都武蔵野市） - 関前三丁目交差点
- 東京都道7号杉並あきる野線（支線=青梅街道との短絡線、東京都武蔵野市） - 武蔵野大学前交差点
- 東京都道12号調布田無線（武蔵境通り、東京都武蔵野市） - 柳橋交差点
- 東京都道7号杉並あきる野線（支線=井の頭通り、東京都武蔵野市） - 関前五丁目交差点
- 東京都道253号保谷狭山自然公園自転車道線（多摩湖自転車歩行者道、東京都武蔵野市） - 関前五丁目交差点
- 東京都道123号境調布線（東京都武蔵野市） - 境橋交差点
- 東京都道247号府中小金井線（東京都小金井市） - 関野橋交差点
- 東京都道15号府中清瀬線（小金井街道、東京都小平市） - 小金井橋交差点
- 東京都道248号府中小平線（新小金井街道、東京都小平市） - 茜屋橋交差点
- 東京都道132号小川山田無線（鈴木街道、東京都小平市） - 喜平橋交差点
- 東京都道133号小川山府中線（国分寺街道、東京都小平市） - 喜平橋交差点
- 東京都道17号所沢府中線（府中街道、東京都小平市） - 上水本町交差点
- 東京都道16号立川所沢線（立川通り、東京都立川市） - 砂川九番交差点
- 東京都道43号立川東大和線（芋窪街道、東京都立川市） - 砂川七番交差点
- 東京都道153号立川昭島線（東京都立川市） - 中央南北線北詰交差点
- 東京都道55号所沢武蔵村山立川線（東京都立川市） - 砂川三番交差点
- 東京都道59号八王子武蔵村山線（旧道、東京都立川市） - 立川五中北交差点
- 東京都道59号八王子武蔵村山線（多摩大橋通り、東京都立川市） - 天王橋交差点
- 東京都道162号三ツ木八王子線（東京都立川市） - 天王橋交差点
- 東京都道220号昭島停車場熊川線（東京都福生市） - 熊川武蔵野交差点
- 国道16号（東京環状、東京都福生市） - 武蔵野橋北交差点
- 国道16号（東京環状、東京都福生市） - 第五ゲート前交差点
- 東京都道29号立川青梅線（新奥多摩街道、東京都福生市） - 牛浜郵便局前交差点
- 東京都道29号立川青梅線（奥多摩街道、東京都福生市） - 牛浜交差点
- 東京都道166号瑞穂あきる野八王子線（東京都福生市） - 福生市中央体育館南交差点
- 東京都道166号瑞穂あきる野八王子線（東京都あきる野市） - 二宮本宿交差点
- 東京都道168号東秋留停車場線（東京都あきる野市） - 二宮神社前交差点
- 東京都道250号あきる野羽村線（東京都あきる野市）
- 東京都道176号楢原あきる野線支線（東京都あきる野市） - 秋留台公園西交差点
- 国道411号（滝山街道、東京都あきる野市） - 秋川交差点
- 東京都道46号八王子あきる野線（滝山街道、東京都あきる野市） - 秋川交差点
- 東京都道7号杉並あきる野線（睦橋通り、東京都あきる野市） - 渕上交差点
- 東京都道169号淵上日野線（東京都あきる野市） - 阿伎留医療センター入口交差点
- 東京都道61号山田宮の前線（山田通り、東京都あきる野市） - 山田交差点
- 東京都道185号山田平井線（山田通り、東京都あきる野市） - 山田交差点
- 東京都道165号伊奈福生線（東京都あきる野市） - 新秋川橋東交差点
- 東京都道31号青梅あきる野線（秋川街道、東京都あきる野市） - 武蔵五日市駅前交差点
- 東京都道33号上野原あきる野線（秋川街道、東京都あきる野市） - 武蔵五日市駅前交差点

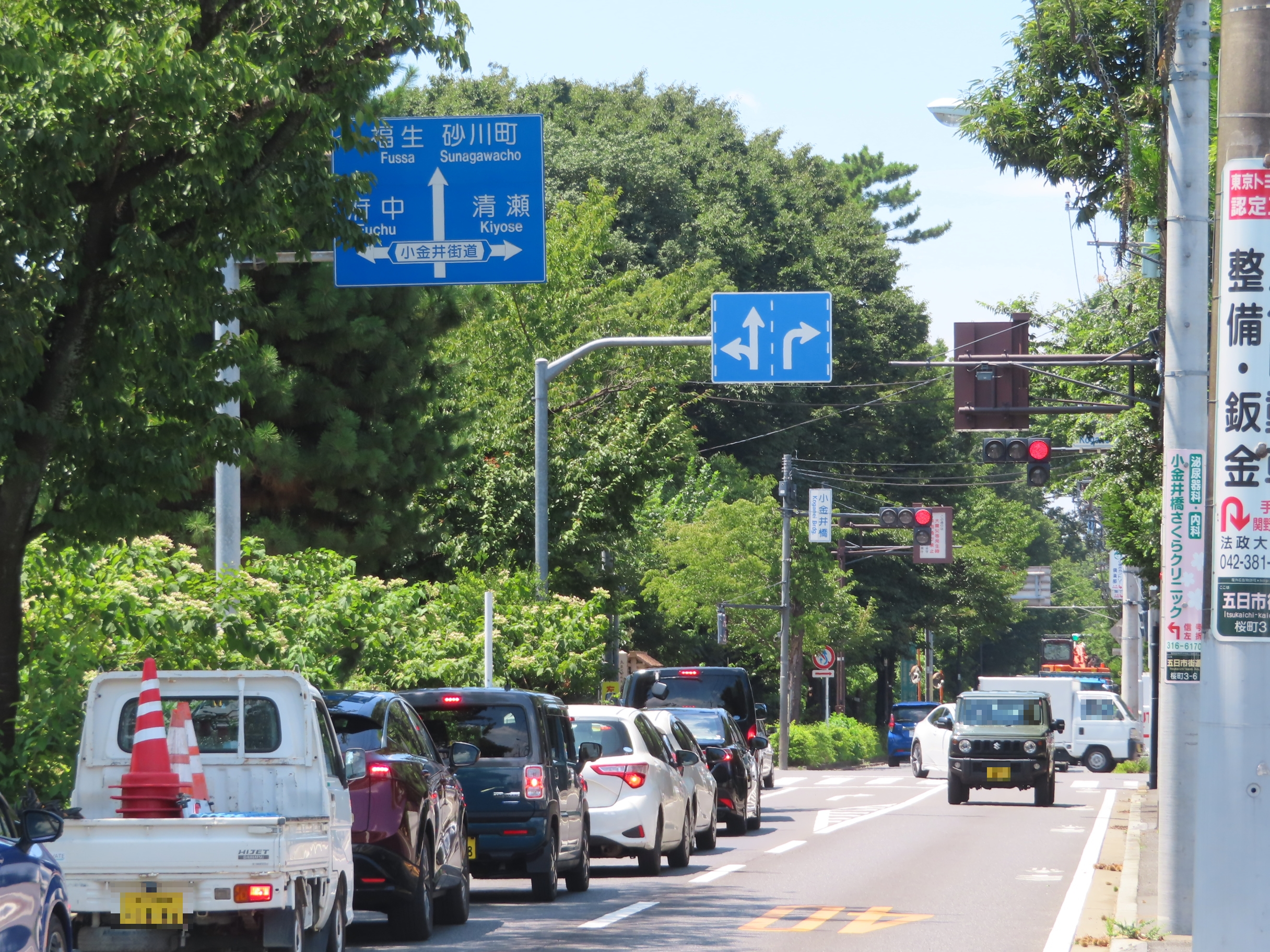
小金井橋交差点（小金井市）
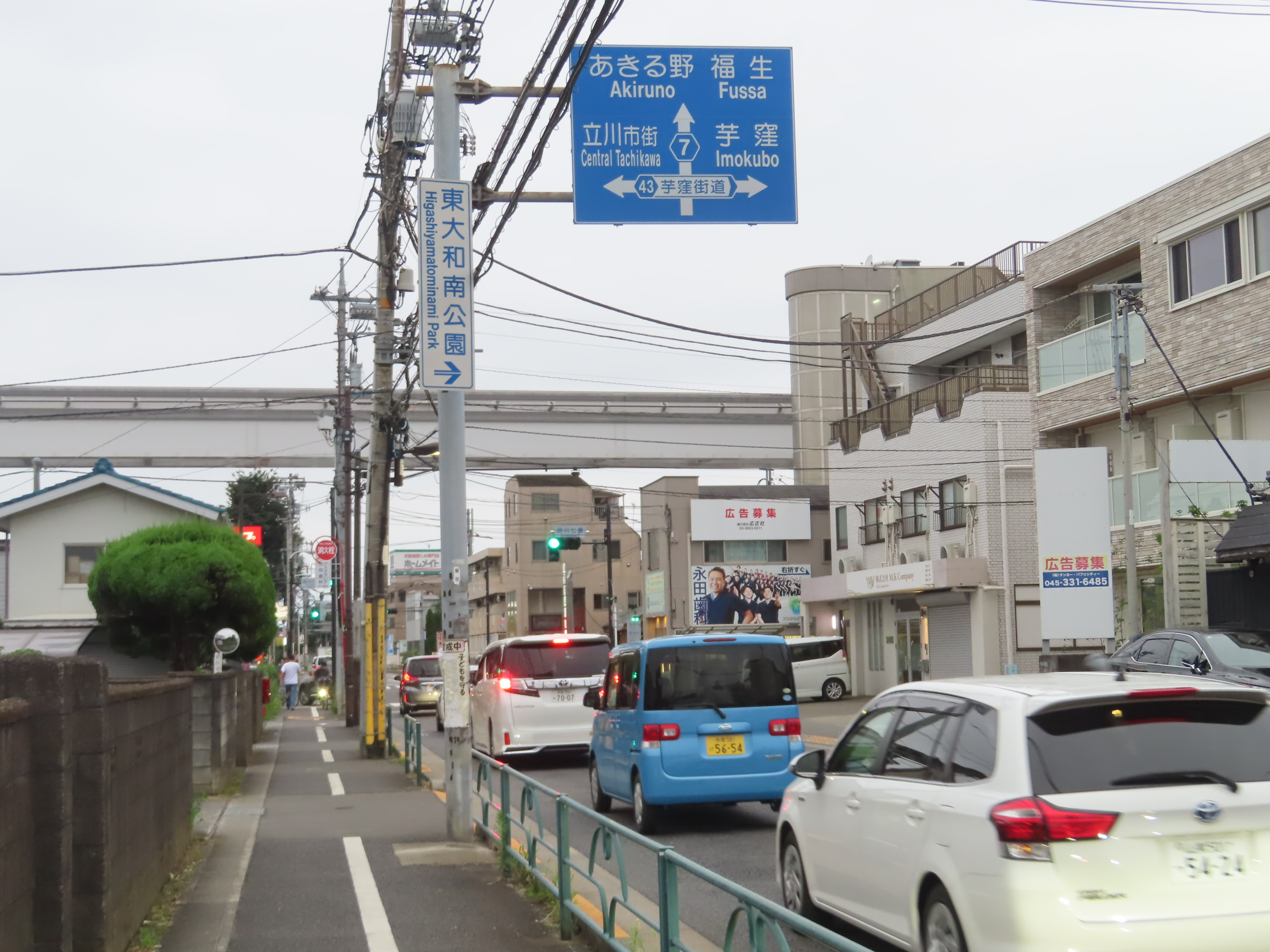
砂川七番交差点（立川市）
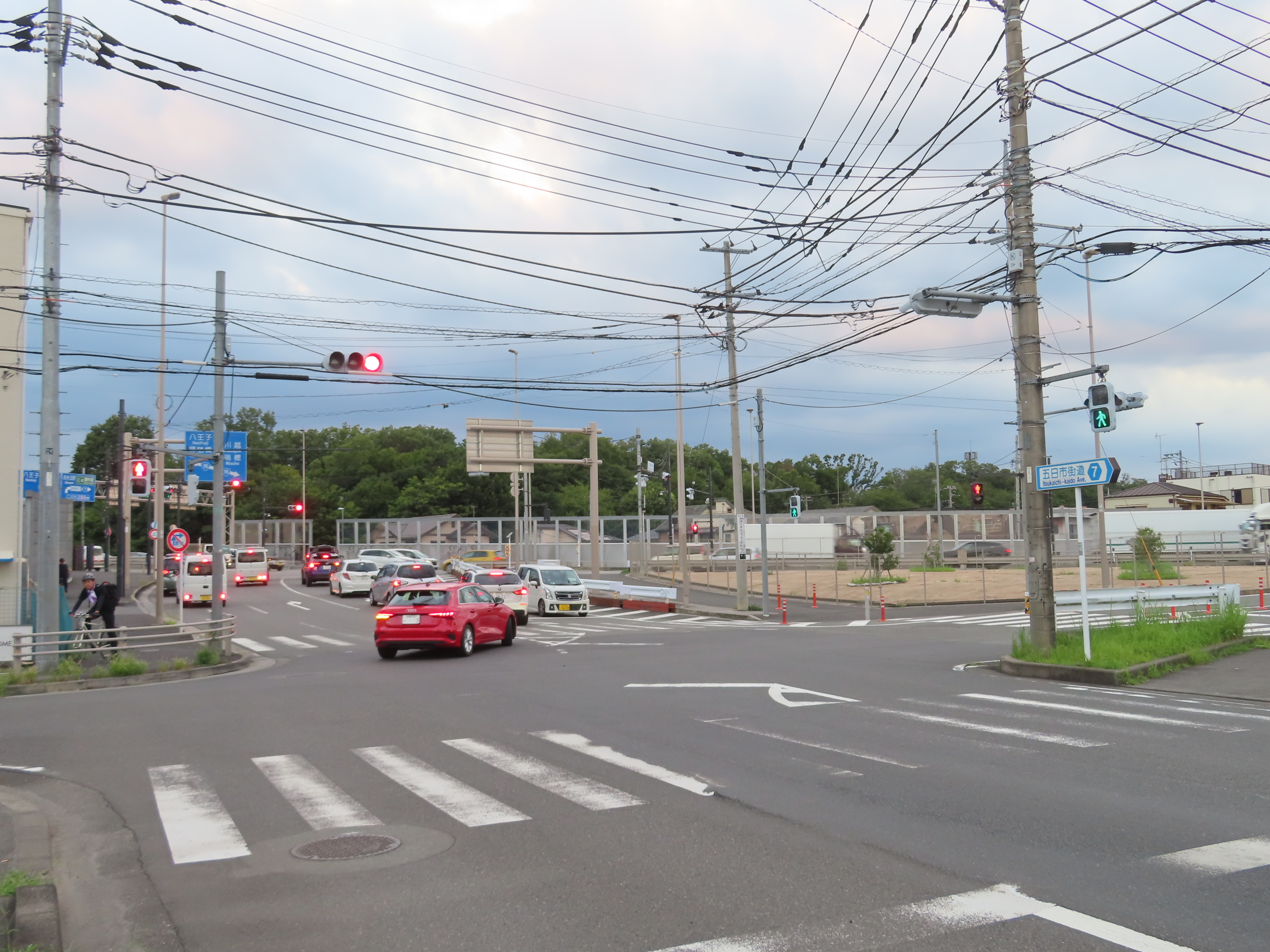
武蔵野橋北交差点（福生市）

青梅街道との短絡線
- 東京都道・埼玉県道4号東京所沢線（青梅街道、東京都西東京市） - 東伏見四丁目交差点
- 東京都道5号新宿青梅線（青梅街道、東京都西東京市） - 東伏見四丁目交差点
- 東京都道7号杉並あきる野線（支線=伏見通り、東京都武蔵野市） - 関前橋交差点
- 東京都道7号杉並あきる野線（本線=五日市街道、東京都武蔵野市） - 武蔵野大学前交差点

調布保谷線（伏見通り・新武蔵境通り）
都市計画道路である調布保谷線の一部である。
- 東京都道・埼玉県道4号東京所沢線（青梅街道、東京都西東京市） - 東伏見交差点
- 東京都道5号新宿青梅線（青梅街道、東京都西東京市） - 東伏見交差点
- 東京都道233号東大泉田無線支線（伏見通り、東京都西東京市） - 東伏見交差点
- 東京都道7号杉並あきる野線（支線=青梅街道との短絡線、東京都武蔵野市）- 関前橋交差点
- （この間武蔵野市道）
- 東京都道7号杉並あきる野線（本線=五日市街道、東京都武蔵野市） - 関前三丁目交差点
- 東京都道7号杉並あきる野線（支線=井の頭通り、東京都武蔵野市） - 関前一丁目交差点
- 東京都道12号調布田無線（支線=新武蔵境通り、東京都武蔵野市） - 関前一丁目交差点

井の頭通り
- 東京都道311号環状八号線（環八通り、東京都杉並区） - 環八井の頭交差点
- 東京都道413号赤坂杉並線（井の頭通り、東京都杉並区） - 環八井の頭交差点
- 東京都道114号武蔵野狛江線（吉祥寺通り、東京都武蔵野市） - 吉祥寺駅前交差点
- 東京都道121号武蔵野調布線（三鷹通り、東京都武蔵野市） - 中央通り交差点
- 東京都道7号杉並あきる野線（支線=新武蔵境通り、東京都武蔵野市） - 関前一丁目交差点
- 東京都道12号調布田無線（支線=新武蔵境通り、東京都武蔵野市） - 関前一丁目交差点
- 東京都道12号調布田無線（武蔵境通り、東京都武蔵野市） - 境浄水場西交差点
- 東京都道7号杉並あきる野線（本線、五日市街道、東京都武蔵野市） - 関前五丁目交差点
- 東京都道253号保谷狭山自然公園自転車道線（多摩湖自転車歩行者道、東京都武蔵野市） - 関前五丁目交差点

睦橋通り
- 国道16号（東京環状、東京都福生市） - 武蔵野橋南交差点
- 東京都道29号立川青梅線（奥多摩街道・新奥多摩街道、東京都福生市） - 内出交番前交差点
- 東京都道166号瑞穂あきる野八王子線（東京都あきる野市） - 小川交差点
- 東京都道176号楢原あきる野線（東京都あきる野市）
- 東京都道176号楢原あきる野線（東京都あきる野市） - 雨間交差点
- 東京都道176号楢原あきる野線支線（東京都あきる野市） - 雨間交差点
- 国道411号（滝山街道、東京都あきる野市） - 油平交差点
- 東京都道7号杉並あきる野線（五日市街道、東京都あきる野市） - 渕上交差点